# يوهانس شميدت
إرنست يوهانس شميدت (2 يناير 1877–21 فبراير 1933) أحيائي دنماركي.